# Svartsot
Gli Svartsot sono un gruppo viking metal danese, che si è formato nel 2005, e dall'anno successivo ha pubblicato tre album.
Ricordano molto i Finntroll o i Trollfest, in quanto hanno lo stesso stile nel comporre le proprie musiche, ed anche il loro modo di essere li avvicina ai due grandi gruppi prima citati.
Particolare è il frequente cambio di stile di canto, da scream a growl, che rende le canzoni molto dinamiche ed eclettiche.
Gli strumenti tipici da loro utilizzati sono il tin whistle, il flauto irlandese ed il mandolino.

## Storia
Il 17 dicembre del 2008, Michael Lundquist Andersen, Niels Thøgersen, Claus B. Gnudtzmann e Martin Kielland-Brandt annunciarono il loro abbandono del gruppo a causa di diverse opinioni su come gestire un gruppo e riguardo alla direzione musicale da intraprendere.

## Formazione
- Hans-Jørgen Martinus Hansen: tin whistle, mandolino, bodhrán e altri strumenti
- Cristoffer J.S. Frederiksen: mandolino, chitarra folk
- Stewart C. Lewis: tin whistle (durante il Ragnaröks Aaskereia tour of 2008, Hans-Jørgen Martinus Hansen sostituì Stewart C. Lewis, che non poteva essere lì a causa delle cattive condizioni di salute della moglie).

## Ex membri
- Michael Lundquist Andersen - chitarra
- Niels Thøgersen - batteria
- Claus B. Gnudtzmann - voce
- Martin Kielland-Brandt - basso

## Discografia
Album in studio
- 2007 - Ravnenes Saga
- 2010 - Mulmets Viser
- 2011 - Maledictus Eris
- 2015 - Vældet
- 2015 - Kumbl

EP
- 2006 - Svundne Tider
- 2007 - Tvende Ravne